# Mays Landing
Mays Landing – jednostka osadnicza w Stanach Zjednoczonych, w stanie New Jersey, w hrabstwie Atlantic.